# Lubuk Karet
Lubuk Karet is een bestuurslaag in het regentschap Banyuasin van de provincie Zuid-Sumatra, Indonesië. Lubuk Karet telt 4121 inwoners (volkstelling 2010).